# Guilherme Samaia
Guilherme Samaia (ur. 2 października 1996 w São Paulo) – brazylijski kierowca wyścigowy. Mistrz Brazylijskiej Formuły 3 w 2017 roku. W 2022 ogłosił zakończenie kariery wyścigowej.

## Wyniki

### Podsumowanie
| Sezon | Seria                            | Zespół                | Starty | P1 | PP | NO | Podia | Punkty | Pozycja |
| ----- | -------------------------------- | --------------------- | ------ | -- | -- | -- | ----- | ------ | ------- |
| 2013  | Fórmula Junior Brazil            | Satti Racing Team     | 2      | 0  | 0  | 0  | 0     | 10     | 16      |
| 2015  | Brazylijska Formuła 3 (2. klasa) | Cesário F3            | 16     | 6  | 2  | 7  | 13    | 171    | 1       |
| 2016  | Brazylijska Formuła 3            | Cesário F3            | 16     | 3  | 1  | 9  | 10    | 140    | 2       |
| 2017  | Brazylijska Formuła 3            | Cesário F3            | 16     | 13 | 5  | 12 | 14    | 219    | 1       |
| 2017  | Brytyjska Formuła 3 BRDC         | Double R Racing       | 24     | 0  | 0  | 0  | 2     | 195    | 13      |
| 2017  | Euroformula Open Championship    | Carlin                | 8      | 0  | 0  | 0  | 0     | 7      | 17      |
| 2017  | Hiszpańska Formuła 3             | Carlin                | 4      | 0  | 0  | 0  | 0     | 0      | NS†     |
| 2018  | Euroformula Open Championship    | RP Motorsport         | 16     | 0  | 0  | 0  | 1     | 94     | 6       |
| 2018  | Hiszpańska Formuła 3             | RP Motorsport         | 6      | 0  | 0  | 0  | 0     | 40     | 5       |
| 2019  | Euroformula Open Championship    | Teo Martín Motorsport | 8      | 0  | 0  | 1  | 1     | 26     | 16      |
| 2019  | Euroformula Open Winter Series   | Teo Martín Motorsport | 2      | 0  | 1  | 0  | 0     | 17     | 6       |
| 2020  | Formuła 2                        | Campos Racing         | 24     | 0  | 0  | 0  | 0     | 0      | 24      |
| 2021  | Formuła 2                        | Charouz Racing System | 23     | 0  | 0  | 0  | 0     | 0      | 24      |

† - Jako gość nie mógł zdobywać punktów.

### Formuła 2
| Rok  | Zespół                | Wyniki w poszczególnych eliminacjach | Wyniki w poszczególnych eliminacjach | Wyniki w poszczególnych eliminacjach | Wyniki w poszczególnych eliminacjach | Wyniki w poszczególnych eliminacjach | Wyniki w poszczególnych eliminacjach | Wyniki w poszczególnych eliminacjach | Wyniki w poszczególnych eliminacjach | Wyniki w poszczególnych eliminacjach | Wyniki w poszczególnych eliminacjach | Wyniki w poszczególnych eliminacjach | Wyniki w poszczególnych eliminacjach | Wyniki w poszczególnych eliminacjach | Wyniki w poszczególnych eliminacjach | Wyniki w poszczególnych eliminacjach | Wyniki w poszczególnych eliminacjach | Wyniki w poszczególnych eliminacjach | Wyniki w poszczególnych eliminacjach | Wyniki w poszczególnych eliminacjach | Wyniki w poszczególnych eliminacjach | Wyniki w poszczególnych eliminacjach | Wyniki w poszczególnych eliminacjach | Wyniki w poszczególnych eliminacjach | Wyniki w poszczególnych eliminacjach | Punkty | Pozycja |
| ---- | --------------------- | ------------------------------------ | ------------------------------------ | ------------------------------------ | ------------------------------------ | ------------------------------------ | ------------------------------------ | ------------------------------------ | ------------------------------------ | ------------------------------------ | ------------------------------------ | ------------------------------------ | ------------------------------------ | ------------------------------------ | ------------------------------------ | ------------------------------------ | ------------------------------------ | ------------------------------------ | ------------------------------------ | ------------------------------------ | ------------------------------------ | ------------------------------------ | ------------------------------------ | ------------------------------------ | ------------------------------------ | ------ | ------- |
| 2020 | Campos Racing         | RBR                                  | RBR                                  | RBR                                  | RBR                                  | HUN                                  | HUN                                  | SIL                                  | SIL                                  | SIL                                  | SIL                                  | CAT                                  | CAT                                  | SPA                                  | SPA                                  | MNZ                                  | MNZ                                  | MUG                                  | MUG                                  | SOC                                  | SOC                                  | BHR                                  | BHR                                  | BHR                                  | BHR                                  | 0      | 24      |
| 2020 | Campos Racing         | 16                                   | 15                                   | 20                                   | 17                                   | 15                                   | 21                                   | 21                                   | 15                                   | 20                                   | 19                                   | 16                                   | 20                                   | NU                                   | 15                                   | 21                                   | 14                                   | 18                                   | 16                                   | 16                                   | NU                                   | 21                                   | 18                                   | 22                                   | 19                                   | 0      | 24      |
| 2021 | Charouz Racing System | BHR                                  | BHR                                  | BHR                                  | MON                                  | MON                                  | MON                                  | BAK                                  | BAK                                  | BAK                                  | SIL                                  | SIL                                  | SIL                                  | MNZ                                  | MNZ                                  | MNZ                                  | SOC                                  | SOC                                  | SOC                                  | JED                                  | JED                                  | JED                                  | YAS                                  | YAS                                  | YAS                                  | 0      | 24      |
| 2021 | Charouz Racing System | 11                                   | 11                                   | 16                                   | 17                                   | 13                                   | 15                                   | 17                                   | 14                                   | 18                                   | NU                                   | 17                                   | 20                                   | NU                                   | NU                                   | NU                                   | 13                                   | OD                                   | 13                                   | NU                                   | NU                                   | 17                                   | 16                                   | 12                                   | 16                                   | 0      | 24      |